# Coenocorypha pusilla
La conchita de las Chatham (Coenocorypha pusilla) es una especie de ave caradriformes de la familia Scolopacidae. Es endémica de las islas Chatham de Nueva Zelanda, y se encuentra en solo un grupo reducido de islas al sur de dicho archipiélago.
Su hábitat natural son los bosques y pastizales y matorrales templados.
La conchita de las Chatham se alimenta de gusanos, anfípodos, insectos y larvas.